# Mount Simmons
Der Mount Simmons ist ein 1590 m hoher Berg im Ellsworthgebirge des westantarktischen Ellsworthlands. In der Heritage Range ragt er am nördlichen Ende der Independence Hills auf.
Das Advisory Committee on Antarctic Names benannte ihn 1966 nach  Richard S. Simmons, Flugzeugtechniker der United States Navy, der am 2. Februar 1966 beim Absturz der Douglas DC-3/LC-47J Spirit of McMurdo  auf das Ross-Schelfeis ums Leben gekommen war.